# Nationalpark Lanín

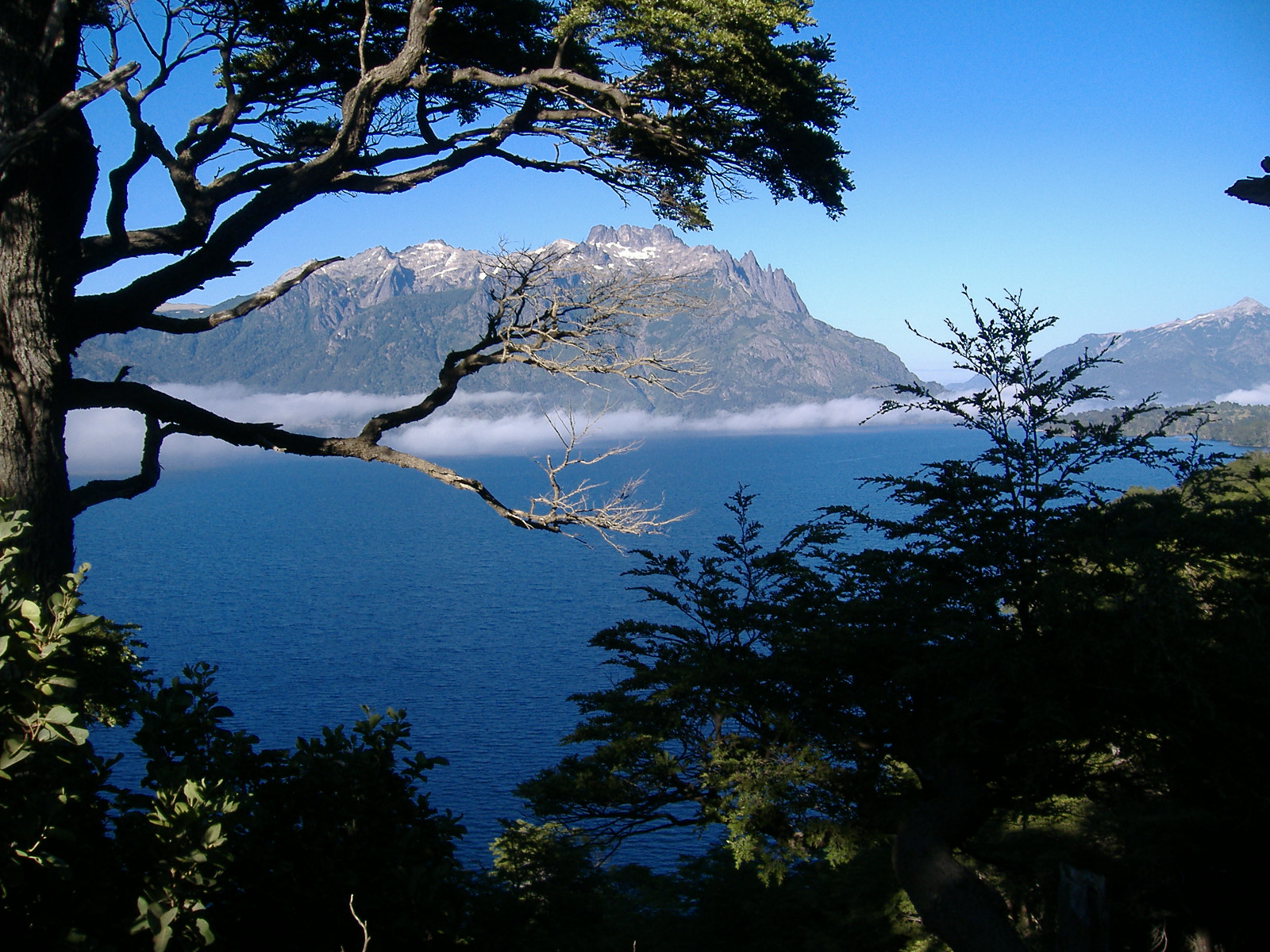
Lago Huechulafquen

Der Nationalpark Lanin liegt im argentinischen Teil von Patagonien, im Südwesten der Provinz Neuquen. Der Park gehört zu der Öko-Region „Altos Andes“ und beherbergt große Waldgebiete und die Patagonische Steppe. Er erstreckt sich über 412.000 Hektar. Die westliche Grenze des Nationalparks ist gleichzeitig die Grenze zwischen Argentinien und Chile. Die Nationalparkverwaltung ist im bekannten Naherholungsort San Martín de los Andes, der an der östlichen Nationalparkgrenze liegt.
Der Park wurde 1937 gegründet um den „nordandin-patagonischen Wald“ zu erhalten, in dem die Charakterarten Chilenische Araukarie (Araucaria araucana), Rauli-Scheinbuche (Nothofagus alpina) und Pellin-Scheinbuche (Nothofagus obliqua) leben. Diese kommen in Argentinien nur in einem kleinen Gebiet vor.